# كويا تانيأو
كويا تانيأو (باليابانية: 谷尾 昂也) (29 مايو 1992 في توتوري في اليابان – )؛ هو لاعب كرة قدم ياباني سابق كان يلعب كمهاجم.

## وصلات خارجية
- كويا تانيأو على موقع رابطة كرة القدم اليابانية للمحترفين (اليابانية)
- كويا تانيأو على موقع Soccerway.com (الإنجليزية)
- كويا تانيأو على موقع عالم كرة القدم.نت (الإنجليزية)
- كويا تانيأو على موقع كووورة